# Androsace sutchuenensis
Androsace sutchuenensis là một loài thực vật có hoa trong họ Anh thảo. Loài này được Franch. mô tả khoa học đầu tiên năm 1895.